# Аллахвердієв Тофік Алі Гейдар огли
Тофік Алі Гейдар огли Аллахвердієв (18 лютого 1917, місто Баку, тепер Азербайджан — 9 червня 1987, місто Баку, тепер Азербайджан) — азербайджанський радянський діяч, голова Азербайджанської республіканської ради профспілок, 1-й секретар Бакинського міського комітету КП Азербайджану. Депутат Верховної ради Азербайджанської РСР 3-го і 7—10-го скликань. Депутат Верховної ради СРСР 3-го і 5-го скликань. Кандидат технічних наук, доцент.

## Життєпис
Народився в родині лікаря. З 1930 року учень школи фабрично-заводського учнівства заводу імені Паризької комуни в Баку. З 1933 по 1934 рік працював слюсарем. З 1934 року — пропагандист (культпроп) комітету комсомолу заводу імені Паризької комуни в Баку.
У 1935—1940 роках — студент Азербайджанського індустріального інституту, секретар комітету комсомолу інституту.
З 1938 року — завідувач відділу студентської молоді Бакинського міського комітету ЦК ЛКСМ Азербайджану; завідувач відділу кадрів і організаторської роботи ЦК ЛКСМ Азербайджану.
Член ВКП(б) з 1939 року.
У 1940 році закінчив Азербайджанський індустріальний (нафтовий) інститут імені М. Азізбекова, здобув спеціальність гірничого інженера.
У 1940—1942 роках — секретар Бакинського міського комітету ЦК ЛКСМ Азербайджану.
З січня 1942 по 1943 рік — у Червоній армії, учасник німецько-радянської війни. Служив помічником начальника політичного відділу 396-ї стрілецької дивізії із комсомольської роботи. Після поранення демобілізований з армії.
У 1943—1944 роках — секретар ЦК ЛКСМ Азербайджану.
З лютого 1944 по 1945 рік навчався в Академії розвідувального управління Народного комісаріату оборони СРСР.
У 1945—1947 роках — секретар консульства СРСР в Ірані.
У 1947—1948 роках — заступник завідувача відділу кадрів ЦК КП(б) Азербайджану; завідувач відділу шкіл і науки ЦК КП(б) Азербайджану.
У 1948—1950 роках — голова Азербайджанської республіканської ради профспілок.
У червні 1950 — 24 травня 1952 року — секретар ЦК КП(б) Азербайджану.
У квітні 1952 — квітні 1953 року — секретар Гянджинського обласного комітету КП(б) Азербайджану.
У 1953 році — завідувач нафтопромислу, заступник начальника тресту «Гурганнафта» в місті Баку.
У 1953—1955 роках — слухач Академії нафтової промисловості СРСР в Москві.
У 1955—1961 роках — 1-й секретар Бакинського міського комітету КП Азербайджану.
У 1961—1966 роках — доцент Азербайджанського інституту нафти та хімії імені М. Азізбекова.
Закінчив Заочну Вищу партійну школу при ЦК КПРС.
У березні 1966—1982 роках — голова Державного Комітету Ради міністрів Азербайджанської РСР по професійно-технічній освіті.
З 1982 року — персональний пенсіонер.
Помер 9 червня 1987 року після тривалої хвороби в місті Баку.

## Звання
- політрук
- майор

## Нагороди
- орден Жовтневої Революції
- орден Вітчизняної війни І ст.
- орден Вітчизняної війни ІІ ст. (16.06.1976)
- два ордени Трудового Червоного Прапора (1957, 9.09.1971)
- орден Дружби народів (17.06.1981)
- орден «Знак Пошани» (24.01.1944)
- медаль «За трудову доблесть» (6.02.1942)
- медаль «За оборону Кавказу»
- медаль «За перемогу над Німеччиною у Великій Вітчизняній війні 1941—1945 рр.»
- медалі